# Canton de Courville-sur-Eure
Le canton de Courville-sur-Eure est une ancienne division administrative française située dans le département d'Eure-et-Loir et la région Centre-Val de Loire.

## Géographie
Ce canton était organisé autour de Courville-sur-Eure dans l'arrondissement de Chartres. Son altitude variait de 141 m (Saint-Georges-sur-Eure) à 273 m (Pontgouin) pour une altitude moyenne de 191 m.

## Représentation

### Conseillers généraux de 1833 à 2015
| Période | Période          | Identité                                                   | Étiquette          | Qualité |
| ------- | ---------------- | ---------------------------------------------------------- | ------------------ | --- |
| 1833    | 1842             | Charles-François-Denis-Aimé Chancerel                      |                    | Notaire, juge de paix à Courville-sur-Eure |
| 1842    | 1846 (démission) | Anne Nicolas Alexandre Texier                              | Conservateur       | Propriétaire, marchand drapier Ancien député d'Eure-et-Loir (1830-1834) |
| 1846    | 1848             | César-Auguste-Victor Texier (fils du précédent)            |                    | Propriétaire - Maire de Courville-sur-Eure (1844-1855), conseiller d'arrondissement |
| 1848    | 1858             | Nicolas-Auguste-Amédée Brissonnet-Texier                   |                    | Propriétaire, maire de Courville-sur-Eure (1856-1865) |
| 1858    | 1871             | Charles-Marcel-Louis, marquis de Cossé-Brissac (1800-1881) |                    | Propriétaire à Saint-Luperce |
| 1871    | 1906 (décès)     | Henri-Martial Pelé                                         | Républicain        | Propriétaire Conseiller municipal de Courville-sur-Eure |
| 1906    | 1924 (décès)     | Paul Boullier                                              | Rad. puis Soc.ind. | Vétérinaire à Courville-sur-Eure |
| 1924    | 1940             | Léon-Eugène Bazille                                        | Rad.               | Ancien agriculteur à Boissy-en-Drouais |
|         |                  |                                                            |                    | |
| 1943    | 1945             | Maurice Durand                                             | ?                  | Conseiller municipal de Courville-sur-Eure Nommé conseiller départemental en 1943 |
|         |                  |                                                            |                    | |
| 1945    | 1951             | Robert Fournier                                            | SFIO               | Directeur d'école publique à Courville-sur-Eure |
| 1951    | 1970             | Marcel Lechesne                                            | RI                 | Minotier Maire de Landelles Suppléant du député Edmond Thorailler (1958-1962) |
| 1970    | 1978 (décès)     | Raymond Bataille                                           | CIR puis PS        | Menuisier Maire de Saint-Georges-sur-Eure Suppléant du député Maurice Legendre (1973-1978) |
| 1978    | 1994             | Robert Bizard                                              | RI puis UDF-PR     | Dirigeant d'entreprise Maire de Courville-sur-Eure Vice-président du conseil général |
| 1994    | 2015             | Jacky Jaulneau                                             | PS                 | Instituteur Suppléant du député François Huwart (1997-1999 et 2003-2007) - Député d'Eure-et-Loir (1999-2002) Maire de Chuisnes Président de l'ancienne communauté de communes du pays Courvillois |

### Conseillers d'arrondissement (de 1833 à 1940)
| Période                                  | Période      | Identité                   | Étiquette       | Qualité |
| ---------------------------------------- | ------------ | -------------------------- | --------------- | --- |
| 1833                                     | 1839         | Louis Augustin Mercier     |                 | Propriétaire à Saint-Germain-le-Gaillard                                                                    |
| 1839                                     | 1846         | Auguste Texier             |                 | Propriétaire à Courville-sur-Eure                                                                           |
|                                          |              |                            |                 | |
|                                          | 1894 (décès) | Emile Létang (1858-1894)   |                 | Propriétaire à Saint-Luperce                                                                                |
|                                          |              |                            |                 | |
| 1914                                     | 1932 (décès) | Louis Désiré Prieur        | RG puis Radical | Agriculteur, maire de Pontgouin, Président du Conseil d'arrondissement                                      |
| décembre 1932                            | 1934         | Paul Thieullet (1890-1974) | Radical         | Maire de Saint-Georges-sur-Eure                                                                             |
| 1934                                     | 1940         | Maurice Lhopiteau          | URD             | Conseiller municipal de Vérigny                                                                             |
| 1940                                     |              |                            |                 | Les conseils d'arrondissement ont été suspendus par la loi du 12 octobre 1940 et n'ont jamais été réactivés |
| Les données manquantes sont à compléter. |              |                            |                 | |

## Composition
Le canton de Courville-sur-Eure regroupait dix-huit communes et comptait 13 536 habitants (recensement de 2006 population municipale).
| Communes                  | Population (2012) | Code postal | Code Insee |
| ------------------------- | ----------------- | ----------- | ---------- |
| Billancelles              | 245               | 28190       | 28040      |
| Chuisnes                  | 931               | 28190       | 28099      |
| Courville-sur-Eure        | 2 700             | 28190       | 28116      |
| Dangers                   | 403               | 28190       | 28128      |
| Le Favril                 | 314               | 28190       | 28148      |
| Fontaine-la-Guyon         | 1 363             | 28190       | 28154      |
| Fruncé                    | 305               | 28190       | 28167      |
| Landelles                 | 566               | 28190       | 28203      |
| Mittainvilliers           | 427               | 28190       | 28254      |
| Orrouer                   | 278               | 28190       | 28290      |
| Pontgouin                 | 986               | 28190       | 28302      |
| Saint-Arnoult-des-Bois    | 815               | 28190       | 28324      |
| Saint-Denis-des-Puits     | 118               | 28240       | 28333      |
| Saint-Georges-sur-Eure    | 2 354             | 28190       | 28337      |
| Saint-Germain-le-Gaillard | 331               | 28190       | 28339      |
| Saint-Luperce             | 885               | 28190       | 28350      |
| Vérigny                   | 255               | 28190       | 28402      |
| Villebon                  | 80                | 28190       | 28414      |

## Démographie
| 1962  | 1968  | 1975  | 1982   | 1990   | 1999   | 2006   | 2011   | 2012   |
| ----- | ----- | ----- | ------ | ------ | ------ | ------ | ------ | ------ |
| 8 247 | 8 227 | 9 383 | 10 021 | 11 108 | 12 388 | 13 536 | 14 335 | 14 496 |